# Håndbold under sommer-OL 2020
Håndbold under sommer-OL 2020 er sammen med resten af sommer-OL 2020 udsat til 2021. Turneringen var  sat til at blive afviklet fra 25. juli til 9. august i Yoyogi National Stadium, der ligger centralt i Heritage zonen. Turneringen er for både herrer og damer, hver med tolv deltagende hold. Datoerne er nu fastlagt til 24. juli – 8. august 2021.

## Turneringsformat
Turnering består af to dele, hvor der startes med gruppespil efterfulgt af en knock-out runde. Indledningsvis er holdene delt op i 2 grupper med 6 nationer i hver, hvor de skal spille mod hver nation én gang (alle mod alle). Holdene får 2 point for en sejr og 1 point ved en uafgjort kamp. De 4 øverst placerede hold går videre til kvartfinalerne. Herefter er det almindelig cup system indtil semifinalerne, hvor taberne mødes i en bronzekamp.

## Kampoversigt
| G | Gruppekampe | ¼ | Kvartfinaler | ½ | Semifinaler | B | Bronzemedaljekamp | F | Finale |

| Dato Events | Lør 24 | Søn 25 | Man 26 | Tir 27 | Ons 28 | Tor 29 | Fre 30 | Lør 31 | Søn 1 | Man 2 | Tir 3 | Ons 4 | Tor 5 | Fre 6 | Lør 7 | Lør 7 | Søn 8 | Søn 8 |
| ----------- | ------ | ------ | ------ | ------ | ------ | ------ | ------ | ------ | ----- | ----- | ----- | ----- | ----- | ----- | ----- | ----- | ----- | ----- |
| Herrer      | G      |        | G      |        | G      |        | G      |        | G     |       | ¼     |       | ½     |       | B     | F     |       |       |
| Damer       |        | G      |        | G      |        | G      |        | G      |       | G     |       | ¼     |       | ½     |       |       | B     | F     |

## Kvalifikation
Hver national olympisk komité må stille op med ét herrehold og ét damehold i håndboldturneringerne.

### Herrer
| Kvalifikation                       | Dato                      | Vært                         | Pladser | Kvalificeret |
| ----------------------------------- | ------------------------- | ---------------------------- | ------- | ------------ |
| Værtsnation                         | N/A                       | N/A                          | 1       | Japan        |
| VM 2019                             | 10.–27. januar 2019       | Danmark / · Tyskland         | 1       | Danmark      |
| Pan American Games 2019             | 31. juli – 5. august 2019 | Peru                         | 1       | Argentina    |
| Asiask Kvalifikationsturnering 2019 | 17.–27. oktober 2019      | Qatar                        | 1       | Bahrain      |
| Afrikamesterskabet 2020             | 15. –25. januar 2020      | Tunesien                     | 1       | Egypten      |
| EM i håndbold 2020                  | 9.–26. januar 2020        | Østrig / · Norge / · Sverige | 1       | Spanien      |
| 2020 IHF Kvalifikationsturnering #1 | 16.–19. april 2020        | Montenegro                   | 2       | Norge        |
| 2020 IHF Kvalifikationsturnering #1 | 16.–19. april 2020        | Montenegro                   | 2       | Brasilien    |
| 2020 IHF Kvalifikationsturnering #2 | 16.–19. april 2020        | Frankrig                     | 2       | Frankrig     |
| 2020 IHF Kvalifikationsturnering #2 | 16.–19. april 2020        | Frankrig                     | 2       | Portugal     |
| 2020 IHF Kvalifikationsturnering #3 | 16.–19. april 2020        | Tyskland                     | 2       | Sverige      |
| 2020 IHF Kvalifikationsturnering #3 | 16.–19. april 2020        | Tyskland                     | 2       | Tyskland     |
| Total                               |                           |                              | 12      |              |

### Damer
| Kvalifikation                         | Dato                             | Vært       | Pladser | Kvalificeret |
| ------------------------------------- | -------------------------------- | ---------- | ------- | ------------ |
| Værtsnation                           | N/A                              | N/A        | 1       | Japan        |
| EM 2018                               | 29. november – 16. december 2018 | Frankrig   | 1       | Frankrig     |
| Afrikamesterskabet 2018               | 2.–12. december 2018             | Congo      | 1       | Angola       |
| Pan American Games 2019               | 26. juli – 11. august 2019       | Peru       | 1       | Brasilien    |
| Asiatisk kvalifikationsturnering 2019 | 21.–29. september 2019           | Kina       | 1       | Sydkorea     |
| VM 2019                               | 30. november – 15. december 2019 | Japan      | 1       | Holland      |
| 2020 IHF Kvalifikationsturnering #1   | 19.–22. marts 2020               | Spanien    | 2       | Spanien      |
| 2020 IHF Kvalifikationsturnering #1   | 19.–22. marts 2020               | Spanien    | 2       | Sverige      |
| 2020 IHF Kvalifikationsturnering #2   | 19.–22. marts 2020               | Ungarn     | 2       | ROC          |
| 2020 IHF Kvalifikationsturnering #2   | 19.–22. marts 2020               | Ungarn     | 2       | Ungarn       |
| 2020 IHF Kvalifikationsturnering #3   | 19.–22. marts 2020               | Montenegro | 2       | Montenegro   |
| 2020 IHF Kvalifikationsturnering #3   | 19.–22. marts 2020               | Montenegro | 2       | Norge        |
| Total                                 |                                  |            | 12      |              |

## Medaljefordeling
| Event  | Guld | Sølv | Bronze |
| ------ | --- | --- | --- |
| Herrer | Frankrigs håndboldlandshold - Nedim Remili - Romain Lagarde - Melvyn Richardson - Dika Mem - Nicolas Tournat - Vincent Gérard - Nikola Karabatić - Kentin Mahé - Yann Genty - Timothey N'Guessan - Luc Abalo - Michaël Guigou - Luka Karabatić - Ludovic Fabregas - Hugo Descat - Valentin Porte                                   | Danmarks håndboldlandshold - Niklas Landin Jacobsen - Magnus Landin Jacobsen - Emil Jakobsen - Magnus Saugstrup - Lasse Svan Hansen - Kevin Møller - Henrik Møllgaard - Mads Mensah Larsen - Henrik Toft Hansen - Mikkel Hansen - Morten Olsen - Jóhan Hansen - Lasse Andersson - Jacob Holm - Mathias Gidsel | Spaniens håndboldlandshold Julen Aguinagalde Rodrigo Corrales Alex Dujshebaev Raúl Entrerríos Ángel Fernández Adrià Figueras Antonio García Robledo Aleix Gómez Gedeón Guardiola Eduardo Gurbindo Jorge Maqueda Viran Morros Gonzalo Pérez de Vargas Miguel Sánchez-Migallón Daniel Sarmiento Ferran Solé |
| Damer  | Frankrig (FRA) · Méline Nocandy · Blandine Dancette · Pauline Coatanea · Chloé Valentini · Allison Pineau · Coralie Lassource · Grâce Zaadi Deuna · Amandine Leynaud · Kalidiatou Niakaté · Cléopâtre Darleux · Océane Sercien-Ugolin · Laura Flippes · Béatrice Edwige · Pauletta Foppa · Estelle Nze Minko · Alexandra Lacrabère | ROC Anna Sedoykina Polina Kuznetsova Polina Gorshkova Daria Dmitrieva Anna Sen Anna Vyakhireva Polina Vedekhina Vladlena Bobrovnikova Kseniya Makeyeva Elena Mikhaylichenko Olga Fomina Ekaterina Ilina Yulia Managarova Antonina Skorobogatchenko Victoriya Kalinina                                         | Norge (NOR) · Henny Reistad · Veronica Kristiansen · Marit Malm Frafjord · Stine Skogrand · Nora Mørk · Stine Bredal Oftedal · Silje Solberg · Kari Brattset Dale · Katrine Lunde · Marit Røsberg Jacobsen · Camilla Herrem · Sanna Solberg-Isaksen · Kristine Breistøl · Marta Tomac · Vilde Johansen    |

### Medaljetabel
| Rank              | Nation            | Guld | Sølv | Bronze | Total |
| ----------------- | ----------------- | ---- | ---- | ------ | ----- |
| 1                 | Frankrig (FRA)    | 2    | 0    | 0      | 2     |
| 2                 | Danmark (DEN)     | 0    | 1    | 0      | 1     |
| –                 | ROC               | 0    | 1    | 0      | 1     |
| 3                 | Spanien (ESP)     | 0    | 0    | 1      | 1     |
| 3                 | Norge (NOR)       | 0    | 0    | 1      | 1     |
| Total (4 nations) | Total (4 nations) | 2    | 2    | 2      | 6     |